# Michał Samet
Michał Stanisław Samet (ur. 31 sierpnia 1961) – polski sportowiec i działacz społeczności żydowskiej, od maja 2003 przewodniczący Filii ZGWŻ w Gdańsku, członek Rady Religijnej przy Związku Gmin Wyznaniowych Żydowskich w RP oraz członek Zarządu Maccabi Polska. Jest wicemistrzem Polski w squasha +40 za rok 2003.
Jest członkiem założycielem reaktywowanego w 2007 roku B’nai B’rith Polska. 15 grudnia 2009 został odznaczony Złotym Krzyżem Zasługi za zasługi dla odrodzenia polskiej społeczności żydowskiej w wolnej Polsce.